# Saint-Paul-et-Valmalle
Saint-Paul-et-Valmalle – miejscowość i gmina we Francji, w regionie Oksytania, w departamencie Hérault.
Według danych na rok 1990 gminę zamieszkiwały 593 osoby, a gęstość zaludnienia wynosiła 47 osób/km² (wśród 1545 gmin Langwedocji-Roussillon Saint-Paul-et-Valmalle plasuje się na 475. miejscu pod względem liczby ludności, natomiast pod względem powierzchni na miejscu 624.).

## Populacja

Populacja Saint-Paul-et-Valmalle w latach 1962-2008

## Galeria

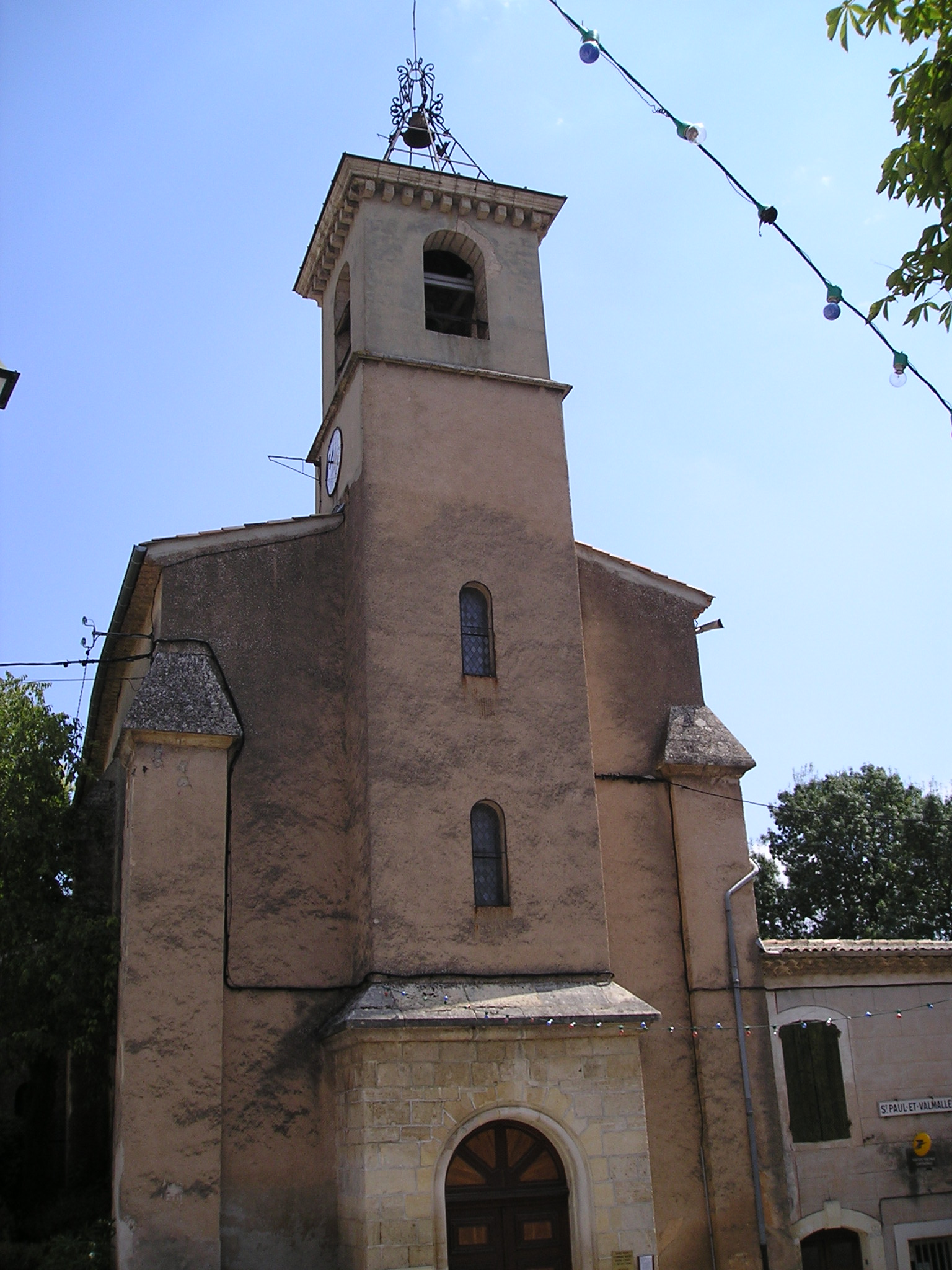
Kościół w Saint-Paul-et-Valmalle, 2009
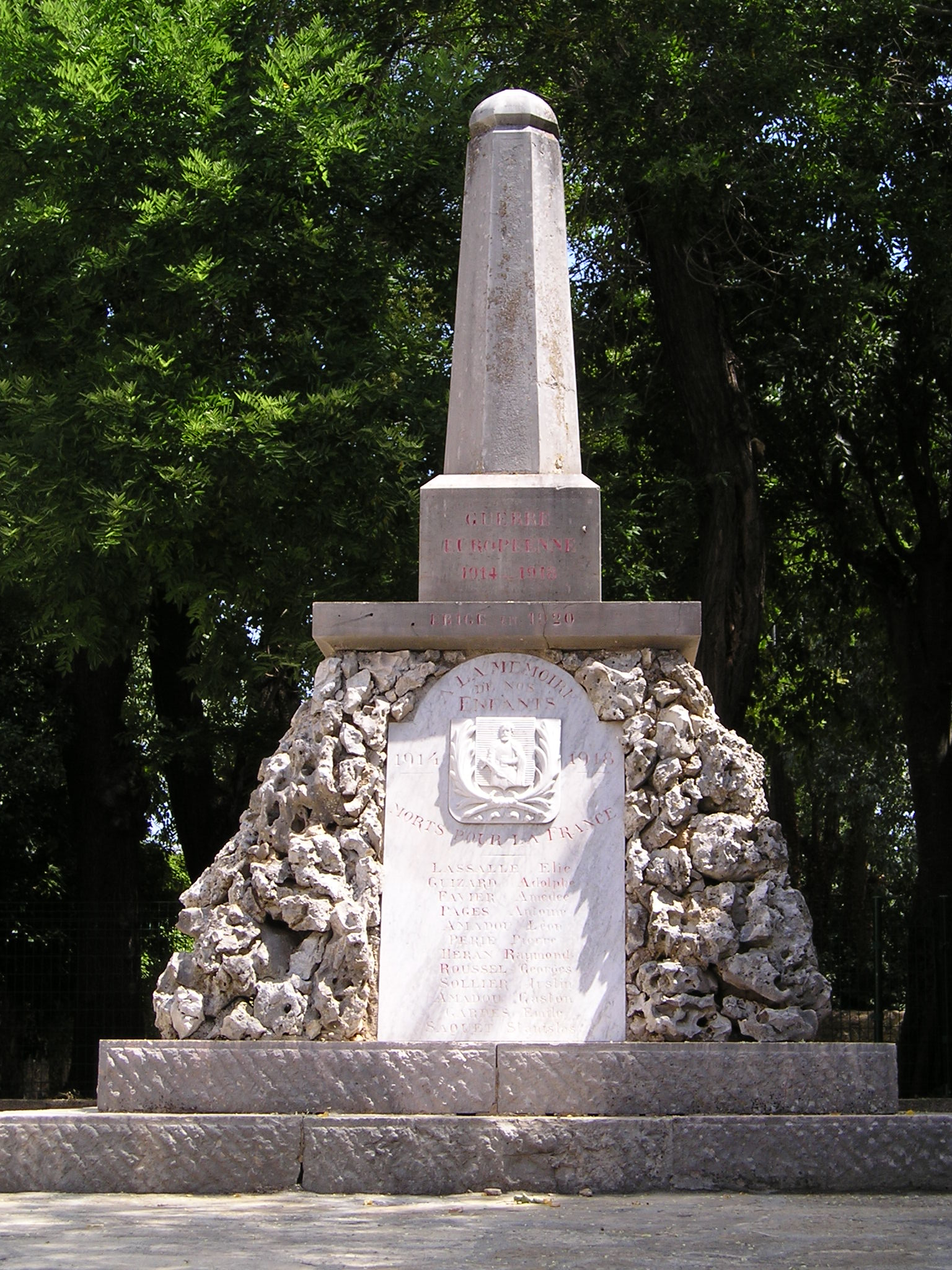
Pomnik w Saint-Paul-et-Valmalle, 2009
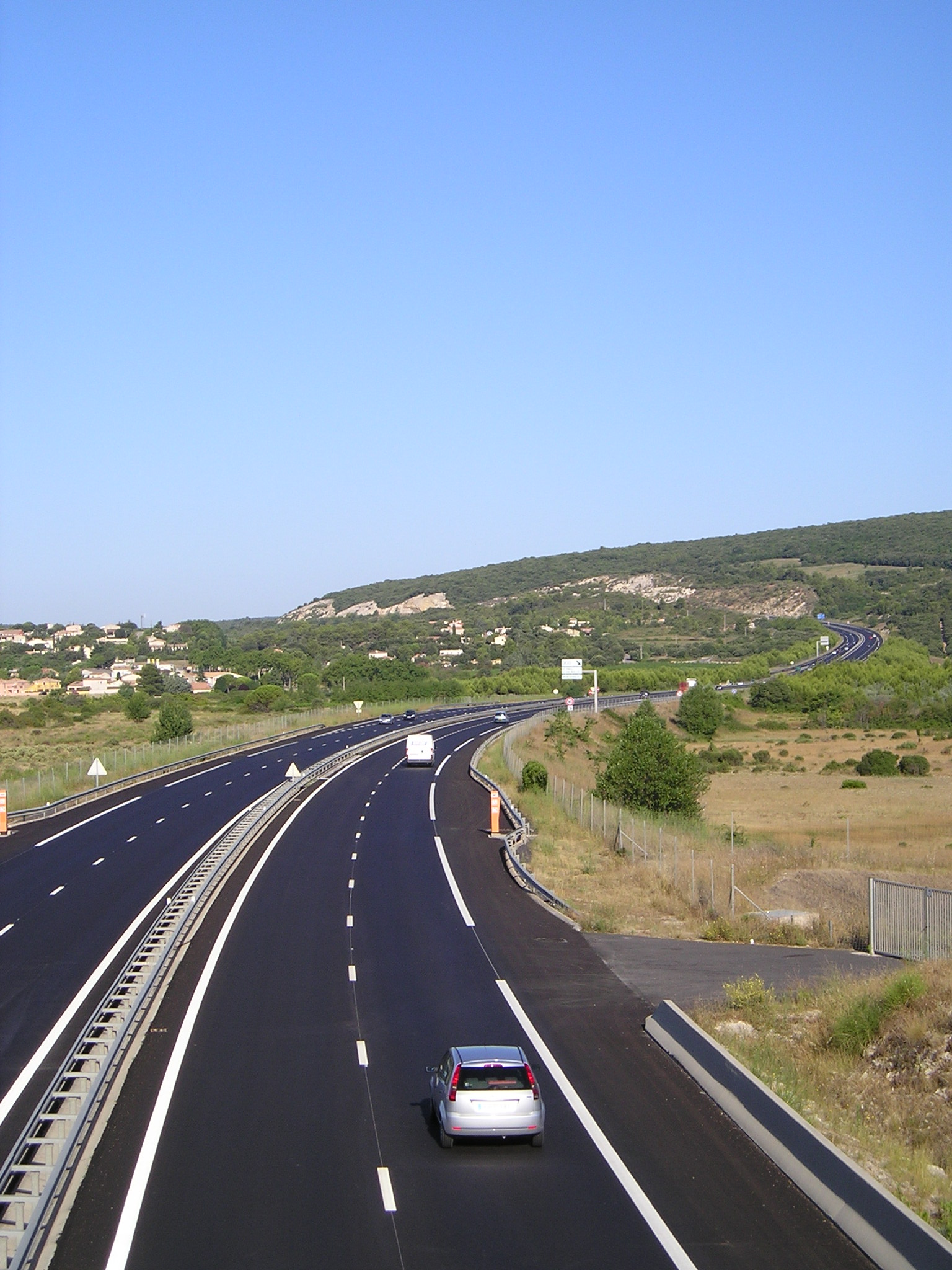
Autostrada A750 w Saint-Paul-et-Valmalle, 2009